# 9745 Сінкенвада
9745 Сінкенвада (9745 Shinkenwada) — астероїд головного поясу, відкритий 2 листопада 1988 року.
Тіссеранів параметр щодо Юпітера — 3,270.
Названо на честь Сінкен Вади (яп. しんけん・わだ(和田信賢) сінкен вада).